# Palacio de los López
Palacio de los López este un palat din Asunción, Paraguay, care servește ca birou al președintelui Paraguayului și este, de asemenea, sediul guvernului Paraguayului.
Situat în centrul orașului Asunción, cu vedere spre golf, această clădire a fost construită din ordinul lui Carlos Antonio López, pentru a servi drept reședință pentru fiul său, generalul Francisco Solano López, de unde și numele clădirii „Palacio de los López“. Lucrările sale au început în 1857 sub conducerea arhitectului englez Alonso Taylor.
Materialele pentru construcția palatului proveneau din mai multe locuri din interiorul țării, pietre din carierele din Emboscada și Altos, lemn din Ñeembucú și Yaguarón, cărămizi din Tacumbú, bucăți de fier topite din Ybycuí etc.
Diverși artiști europeni au venit în Paraguay pentru a se ocupa de decorarea clădirilor. În 1867, în timpul Războiului Triplei Alianțe, palatul era aproape terminat, deși lipseau detaliile de finisare pentru terminarea construcției. Decorul era alcătuit din statuete din bronz și mobilier importate din Paris și oglinzi mari și decorate pentru săli.
Clădirea are, de asemenea, o iluminare extravagantă de noapte.